# Dorados de Chihuahua (LNBP)
Los Dorados de Chihuahua (oficialmente llamados Dorados del Estado de Chihuahua) es un club que participa en la Liga Nacional de Baloncesto Profesional y en la Liga Nacional de Baloncesto Profesional Femenil con sede en Chihuahua, Chihuahua, México. Juegan sus partidos de local en el Gimnasio Manuel Bernardo Aguirre, compartiendo pabellón con Dorados Capital.
El equipo es llamado Dorados en memoria de los "Dorados de Villa", grupo de escoltas del revolucionario Francisco Villa. La actual franquicia fue fundada en el año 2000 para integrarse ese mismo año al circuito de la naciente Liga Nacional de Baloncesto Profesional, desapareciendo en 2009 y volviendo al circuito para la temporada 2019-2020.

## Historia
Los Dorados de Chihuahua fueron fundados en 1931, como un equipo de baloncesto amateur para competir en los Campeonatos Nacionales de Básquetbol. Su primer título lo obtuvieron en 1935, repitiendo la hazaña entre 1939 y 1944 consecutivamente, así como en 1948, 1953, 1954, entre 1959 y 1961, 1967, 1969, 1974, 1975, 1977, 1980, entre 1983 y 1989, así como en 1995 y 1996, logrando obtener el campeonato en 27 ocasiones.
En los años 80 el equipo se integró a las competiciones del Circuito Mexicano de Básquetbol, en donde logró ser campeón en las temporadas de 1982, 1985 y 1990. Para el 2000 se integró como miembro fundador de la Liga Nacional de Baloncesto Profesional de México, jugando su debut en esta liga en la Temporada 2000 y jugando hasta la Temporada 2004, regresando para la Temporada 2007-2008 y ausentándose en la Temporada 2009-2010 luego de que su franquicia fuera trasladada a Ciudad Juárez para ser convertida en los Indios de Ciudad Juárez y volviendo de nueva cuenta en la Temporada 2019-2020.

## Gimnasio
El Gimnasio Manuel Berardo Aguirre es un recinto multiusos propiedad de la Universidad Autónoma de Chihuahua que cuenta con una capacidad de poco más de 10 mil espectadores para eventos deportivos, actualmente es la casa tanto de Dorados del Estado de Chihuahua como de Dorados Capital.

## Jugadores

### Roster
| Dorados de Chihuahua Temporada 2025 |    |                           |                               |
| C U E R P O T É C N I C O           |    |                           |                               |
| Entrenador                          |    | Bandera de España         | Miguel de Jesus López Alonzo  |
| Asistente                           |    | Bandera de Argentina      | Santiago Belza                |
| Asistente                           |    | Bandera de España         | Daniel Díaz Gutiérrez         |
| J U G A D O R E S                   |    |                           |                               |
| Alero                               | 0  | Bandera de Mali           | Sadio Doucouré (Baja)         |
| Alero                               | 1  | Bandera de México         | Ramsés Díaz Lomelí (Inactivo) |
| Escolta                             | 2  | Bandera de México         | José David Estrada Stone      |
| Ala-pívot                           | 3  | Bandera de Estados Unidos | Charles Mitchell              |
| Ala-Pívot                           | 4  | Bandera de Estados Unidos | Akia Pruitt                   |
| Base                                | 5  | Bandera de Estados Unidos | Joshia Gray (Baja)            |
| Escolta                             | 7  | Bandera de Estados Unidos | Alahjan Jamal Banks           |
| Alero                               | 10 | Bandera de México         | Héctor Alejandro Ramos Vaca   |
| Escolta                             | 11 | Bandera de México         | Ricardo Valdéz Bustamante     |
| Ala-Pívot                           | 12 | Bandera de Estados Unidos | Tyren Milton Johnson          |
| Base                                | 13 | Bandera de Estados Unidos | Joshua De Vante Perkins       |
| Base/Escolta                        | 22 | Bandera de Suecia         | Elijah Marcus Clarance        |
| Ala-Pívot                           | 24 | Bandera de Estados Unidos | Michael Charles Myers         |
| Base                                | 25 | Bandera de México         | Jared Alexis Pérez Acevedo    |
| Escolta                             | 41 | Bandera de Estados Unidos | Kenneth Brian Hasbrouck       |
| = Capitán                           |    |                           |                               |
| = Lesionado                         |    |                           |                               |

 =  Cuenta con nacionalidad mexicana. 

### Roster LNBP Femenil
| Adelitas de Chihuahua Temporada 2025 |    |                           |                                               |
| C U E R P O T É C N I C O            |    |                           |                                               |
| Entrenador                           |    | Bandera de España         | Miguel de Jesus López Alonzo                  |
| Asistente                            |    | Bandera de Argentina      | Santiago Belza                                |
| J U G A D O R A S                    |    |                           |                                               |
| Pívot                                | 1  | Bandera de Estados Unidos | Danielle E'Shawn Adams                        |
| Base                                 | 2  | Bandera de Estados Unidos | Destiny Philoxy (Baja)                        |
| Base                                 | 3  | Bandera de Estados Unidos | Chennedy Carter                               |
| Base                                 | 4  | Bandera de México         | Katia Alejandra Gallegos Rodríguez (Inactiva) |
| Base                                 | 5  | Bandera de Estados Unidos | Juicy Calveion Landrum (Baja)                 |
| Escolta                              | 8  | Bandera de Estados Unidos | Kristen Spolyar                               |
| Escolta                              | 11 | Bandera de México         | Lina Donet Moreno Rodríguez                   |
| Alera                                | 13 | Bandera de México         | Sandra Saide Vargas Peraza                    |
| Base                                 | 18 | Bandera de México         | Abdi Jahdai Xicoténcatl Rodríguez             |
| Base/ Escolta                        | 21 | Bandera de Estados Unidos | Brooke Michelle McCarty-Williams              |
| Escolta                              | 22 | Bandera de Estados Unidos | Tanaya Mechelle Atkinson                      |
| Ala-Pívot                            | 23 | Bandera de México         | Rosa Karina Ortiz García                      |
| Alera                                | 24 | Bandera de Estados Unidos | Alisia Jenkins                                |
| Ala-Pívot                            | 32 | Bandera de Estados Unidos | Beatrice Mompremier (Baja)                    |
| Escolta                              | 35 | Bandera de Estados Unidos | Victoria Vivians                              |
| Pívot                                | 41 | Bandera de Estados Unidos | Lydia Mora Giomi                              |
| = Capitán                            |    |                           |                                               |

 =  Cuenta con nacionalidad mexicana. 

### Roster Campeón LNBP Femenil2023
A continuación se muestra tanto al roster de jugadoras, como al cuerpo técnico, que participó con Adelitas de Chihuahua en el primer campeonato femenil de su historia.
| Adelitas de Chihuahua Temporada 2023 |    |                           |                                            |
| C U E R P O T É C N I C O            |    |                           |                                            |
| Entrenador                           |    | Bandera de España         | Miguel de Jesus López Alonzo               |
| Asistente                            |    | Bandera de Argentina      | Santiago Belza                             |
| Asistente                            |    | Bandera de Argentina      | Luis Sebastián Sucarrat                    |
| J U G A D O R A S                    |    |                           |                                            |
| Escolta                              | 0  | Bandera de Estados Unidos | Kristen Spolyar                            |
| Pívot                                | 1  | Bandera de Estados Unidos | Danielle E'Shawn Adams                     |
| Ala-Pívot                            | 2  | Bandera de Estados Unidos | Deandrea Givens (Baja)                     |
| Alera                                | 3  | Bandera de Estados Unidos | Addison Richards (Baja)                    |
| Base                                 | 4  | Bandera de España         | Mariona Ortiz Vives                        |
| Base                                 | 5  | Bandera de México         | Carlota Martín del Campo Blanco (Inactiva) |
| Alera                                | 6  | Bandera de México         | Gladiana Aidaly Ávila Jiménez              |
| Escolta                              | 7  | Bandera de México         | Marcela Iveth Domínguez Amador (Inactiva)  |
| Escolta                              | 8  | Bandera de Estados Unidos | Crystal Erin Bradford                      |
| Base                                 | 9  | Bandera de México         | Sujei Cera Gutiérrez                       |
| Base                                 | 11 | Bandera de Kosovo         | Alexis Tolefree                            |
| Ala-Pívot                            | 15 | Bandera de Estados Unidos | Ciara Eleanor Rosten                       |
| Pívot                                | 21 | Bandera de Estados Unidos | Haley McCloskey Peters                     |
| Escolta                              | 22 | Bandera de Estados Unidos | Tanaya Mechelle Atkinson                   |
| Pívot                                | 33 | Bandera de Estados Unidos | Channon Fluker (Baja)                      |
| Pívot                                | 44 | Bandera de Estados Unidos | Alexus Johnson                             |
| = Capitán                            |    |                           |                                            |

 =  Cuenta con nacionalidad mexicana. 